# 童歌
童歌（わらべうた）とは、こどもが遊びながら歌う、昔から伝えられ歌い継がれてきた歌である。伝承童謡（でんしょうどうよう）、自然童謡（しぜんどうよう）ともいう。民謡の一種ととらえられるものもある。

## 日本に伝わる童歌
分類すると、絵描き歌、数え歌、遊びの歌などに分けられる。

### 絵描き歌
- たこにゅうどう
- さかな
- かわいいコックさん（コックさん）
- へのへのもへじ

### 数え歌
- 京都の通り名数え歌

南北、東西それぞれの京都市内の通りを順に言っていく歌。

### 遊び歌

#### ひとりで遊ぶ手遊び歌
- ずくぼんじょ(つくしんぼ)
- ちゃつぼ

にぎったこぶしを茶壺に、空いた片方の手を広げて茶壺の底や蓋に見立て「ちゃちゃつぼちゃつぼ、ちゃつぼにゃ蓋がない。底を取って蓋にしよ」という歌の節にあわせて、開いた手のひらを茶壺に見立てたこぶしの上と下に交互に当てる。このとき開いた手のひらが握りこぶしの上と下に順番に交互に当てた後、右手と左手の茶壺と蓋・底の役割を入れ替える。

#### 2人組で遊ぶ手遊び歌
特に2人組で行う手遊び歌では、代表的な始め方として「せっせっせーのよいよいよい」のフレーズが挙げられる。このフレーズでは、まず自分の右手と相手の左手、自分の左手と相手の右手をつなぐ。そして「せっせっせー」で縦に3度振った後、つないだまま両手を交差させるようにし、「よいよいよい」で再度3度縦に振って手を離す。
- お寺の和尚さん

「お寺の和尚さんがカボチャの種を蒔きました」…と続くジャンケンの歌。
- おちゃらかほい

「おちゃらかおちゃらかおちゃらかほい」でじゃんけんをし、以下「おちゃらか勝ったよ（負けたよ・あいこで）おちゃらかほい」で延々とじゃんけんを続ける歌。
- 茶摘み
- アルプス一万尺（いちまんじゃく）
- 線路は続くよどこまでも
- なべなべそこぬけ

#### 集団で遊ぶ遊び歌
- かごめかごめ

中央に座った鬼が、自分の真後ろが誰かを当てるときの遊び歌。
- 京の大仏つぁん

京都に伝わる遊び歌。歌詞は「京の京の大仏つぁんは 天火で焼けてな 三十三間堂が 焼け残った ありゃドンドンドン こりゃドンドンドン 後ろの正面どなた （猿キャッキャッキャッ）」。遊び方はかごめかごめと同じで、中央に座った鬼が、自分の真後ろが誰かを当てるというもの。寛政10年（1798年）に京都の方広寺大仏（京の大仏）は落雷で焼失してしまったが、隣りにあった三十三間堂は奇跡的に類焼を免れたことを歌っている。歌の最後に「猿キャッキャッキャッ」と歌われる場合もあるが、それは京の大仏を発願した豊臣秀吉を風刺したものとも言われる（秀吉は「猿」とあだ名されていた）。
- はないちもんめ

「勝って嬉しいはないちもんめ」から続く歌。
- 通りゃんせ

二人で手をつなぎアーチを作り、歌が続いている間に残りの子がその下を通り抜け、歌が終わった時にアーチの下にいた子を捕まえる遊び歌。
- ずいずいずっころばし

鬼決めや、指遊びに使われる。「お茶壺道中」についての唄だと言われているほか、不純異性交遊を表す戯歌とも言われている。
- いろはに金平糖

「いろはに金平糖」、「金平糖は甘い」、「甘いは砂糖」…と続く歌。
- 一かけ二かけ

西郷隆盛が登場する、わらべ歌では新しめの歌。手合わせ、お手玉などで歌われる。
- 今年の牡丹

今年の牡丹は良い牡丹と輪になった子供達が歌う。その時鬼は、輪の外にいる。歌が終了すると鬼が輪になった子供達の所にやってきて「輪に入れて」と頼む。
- せんべいやけた

「せんべい、せんべい、やけた。焼けたせんべいひっくり返せ」と歌いながら手の表と裏をつかって遊ぶ歌。
- あぶくたった

「あぶくたった にえたった にえたか どうだか 食べてみよう むしゃ むしゃ むしゃ まだ にえない」と歌って鬼ごっこになる。

### 手鞠歌
- あんたがたどこさ

熊本市が舞台の手鞠歌。
- 道成寺、道成寺のてまり唄

安珍・清姫伝説に取材した和歌山県の手鞠歌。
- 一匁のい助さん

### 子守歌
子守をするときに歌う歌。子供に聞かせる、という意味で童歌である。例えば母親が赤ん坊をあやしながら歌う。「ねんねんころりよ」などはこれに属する。
しかし、同時にかつて子守が貧乏な子供の働き口として重要であったことから、子守をする子が歌う場合もある。「竹田の子守歌」などに見られる、子守のつらさを唄うものはこれによる。

## 英語圏に伝わる童歌
英語圏の代表的な童歌としてマザー・グースの童歌がある。マザー・グースの童歌は英語文化圏では多くの国で歌われている。
- ジャック・アンド・ジル[2]（ジャックとジル）
- ロンドン・ブリッジ[2]（ロンドン橋落ちた、London Bridge）
- ハンプティ・ダンプティ[2]（Humpty Dumpty）

## 推理小説において
童歌の歌詞には、意味不明のものや、よく考えると恐ろしいものも多い。推理小説の分野では、童歌を元にした殺人と言うのがいわゆる見立て殺人の一つの型としてある。
代表的な作品としてヴァン・ダインの『僧正殺人事件』やアガサ・クリスティの『そして誰もいなくなった』などのいわゆるマザー・グース殺人事件がある。アガサ・クリスティのマザー・グース殺人（見立て殺人）ものとしては、他に『ポケットにライ麦を』がある。日本では横溝正史の『悪魔の手毬唄』や高木彬光の『一、二、三 - 死』があり、これらは上記作品に触発されたものであった。